# Pipistrellus papuanus
Pipistrellus papuanus — вид роду нетопирів.

## Середовище проживання
Країни проживання: Індонезія, Папуа Нова Гвінея. Зустрічається від рівня моря до 1300 м над рівнем моря. Лаштує сідала в будівлях, дуплах дерев, і в невеликих порожнинах кокосових пальм. Населяє незаймані низинні ліси, міста, села, сади, особливо в низинних районах. Починає полювати незадовго до заходу сонця на повітряних комах.

## Загрози та охорона
Здається, немає серйозних загроз для цього виду. Передбачається, що є в деяких природоохоронних територіях.